# Patrik Pietschmann
Patrik Pietschmann (* 17. April 1988 in Varnsdorf, Tschechoslowakei) ist ein deutscher Komponist, Arrangeur und Keyboarder. Bekanntheit erlangte er durch die Nutzung einer selbst entwickelten Software zur Visualisierung seiner Musikwerke. Er lebt seit 1990 in Deutschland und betreibt einen YouTube-Kanal mit über 2 Millionen Abonnenten und mehr als 650 Millionen Aufrufen, auf dem er seine Werke vorstellt. Seine Werke sind auch auf verschiedenen Online-Musikdiensten verfügbar. Pietschmann ist selbstständig und bezeichnet sich als „Vollzeit-Youtube-Pianist“.

## Leben
Patrik Pietschmann lebt seit 1990 in Deutschland. Er nahm im Alter von 6 Jahren zum ersten Mal Keyboardunterricht. Nach 7 Jahren Unterricht spielte er auf einem Yamaha CVP-207 und gewann noch im selben Jahr den Wettbewerb Tasto Solo. Er nahm Unterricht an der Akademie für Tonkunst in Darmstadt bei Musikern wie Oliver Kolb (Klavier/Keyboard), Alois Bröder (Musiktheorie) und Erwin Tomczyk (Klarinette). Nach seinem Zivildienst begann er 2008 Musik mit dem Schwerpunktfach Komposition an der Hochschule für Musik und Darstellende Kunst in Frankfurt am Main zu studieren.
Seit seinem Unterricht in Darmstadt ist Pietschmann in mehreren Musikprojekten aufgetreten, unter anderem mit Jonathan Eio oder der Opernsängerin Anke Haas. Als er mit 17 Jahren zum ersten Mal die Musik von Hans Zimmer in dem Film Gladiator hörte, war er fasziniert und nahm sich Zimmer seither zum Vorbild.
Neben seinem Musikstudium in Frankfurt leitete Pietschmann verschiedene Orchester- und Chorprojekte und initiierte einige Studioprojekte im Bereich der Filmmusik in Zusammenarbeit mit der Hessischen Film- und Medienakademie. In diesen war er insbesondere als Orchestermanager, Komponist und Arrangeur tätig. Später arbeitete Patrik Pietschmann vorrangig als Musikalischer Leiter und Keyboarder im Musicalbereich.
Im Jahr 2014 veröffentlichte er erste Klavierarrangements von Filmmusik, darunter Time aus Inception. 2016 folgte das Hauptthema aus Interstellar mit über 100 Millionen Aufrufen auf Youtube. Im Jahr 2017 arbeitete er zudem an der Heinrich-Böll-Schule in Hattersheim als Lehrer für Musik und Informatik. Seit 2023 ist Pietschmann wieder zunehmend als eigenständiger Komponist tätig und fokussiert seine Arbeiten insbesondere auf den Einsatz von Synthesizern.
2021 erschien im Schott Music Verlag der Musikband Movie and TV At The Piano. Dieser enthält 10 Arrangements, darunter Interstellar, Pirates of the Caribbean und Time.

## Werke

### Kompositionen
- 2011: Requiem: Songs of Eternity (Score)
- 2018: Violet Melody
- 2018: Green Rhythm
- 2023: The Way of Hope
- 2023: A New Horizon
- 2023: The Journey of Life
- 2023: Echoes from the Past
- 2023: Immaterial
- 2024: On the Other Side of the World
- 2024: Dystopia
- 2024: Microchip
- 2024: Binary
- 2025: When the End Becomes the Beginning

#### Alben
- 2008: Feelings and Melodies

### Musik für Film und Fernsehen
- 2024: „Das Camp in der Wildnis“ (KiKA-Serie) – Intro-Musik

## Auszeichnungen
Im Jahr 2001 erlangte Patrik Pietschmann im Rahmen des Tasto Solo-Wettbewerbs für elektronische Tasteninstrumente sowohl den höchsten Preis bei der European Championship in Interlaken, Schweiz, als auch den Titel des German Champions. Im darauffolgenden Jahr, 2002, sicherte er sich erneut den Titel des German Runner-Up und den zweiten Platz beim German Championship. Im Jahr 2003 gewann Pietschmann zum zweiten Mal den ersten Preis des German Championship im Rahmen des Tasto Solo-Wettbewerbs für elektronische Tasteninstrumente.